# Micaiah John Muller Hill

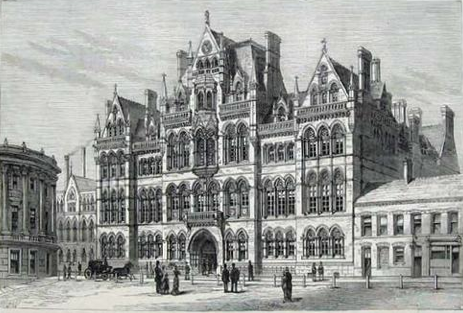
Mason Science College, actualmente sede de la Universidad de Birmingham

Micaiah John Muller Hill (1856–1929) fue un matemático británico, conocido por haber ideado el vórtice esférico de Hill y por el tetraedro de Hill. 

## Semblanza
Hill recibió una licenciatura en 1873 y una maestría en 1876 del University College de Londres. Entre 1880 y 1884 fue profesor de matemáticas en el Mason College (que más tarde se convirtió en la Universidad de Birmingham). En 1891 obtuvo su doctorado por la Universidad de Cambridge. De 1884 a 1907 trabajó como profesor de Matemática Pura en el University College de Londres, y de 1907 a 1923 desempeñó el cargo de Profesor Astor de Matemáticas en la Universidad de Londres.
En 1894 resultó elegido Miembro de la Royal Society. En 1926 y 1927 sirvió como presidente de la Asociación Matemática. Era padre de Roderic Hill (que llegaría a ser un alto mando de la RAF durante la Segunda Guerra Mundial) y del aviador Geoffrey T. R. Hill. 